# Confrérie de Crotone de l'Ordre rosicrucien
La Confrérie de Crotone de l'Ordre rosicrucien (« Rosicrucian Order Crotona Fellowship » ), parfois notée CCOR, fut fondée par George Alexander Sullivan en 1924. Certains la considèrent comme étant la continuation de l'Ordre des Douze, société ésotérique dirigée par Sullivan dans les années 1911-1914 puis, à nouveau, dans les années 1920. 
La CCOR a d’abord fonctionné à partir de la région de Liverpool puis, à compter de 1935, de Christchurch. Le siège du groupe, près de Christchurch, était un bâtiment en bois appelée Ashrama Hall, dont la construction fut achevée en 1936. En 1938, toujours dans la région de Christchurch, le groupe érigea, notamment en la personne de Mabel Besant-Scott, le Théâtre du Jardin de Christchurch (« Christchurch Garden Theatre »), que la Confrérie appelait elle-même le Premier Théâtre Rosicrucien d'Angleterre. Des pièces à thème mystique y furent jouées de juin à septembre 1938. 
Les membres de la COCR étudiaient des disciplines ésotériques à partir de lectures publiques, de pièces de théâtre et de matériel de correspondance préparés par G.A. Sullivan. À la suite de la mort de ce dernier en 1942, les activités du groupe et le nombre de membres diminuèrent peu à peu. Le nombre de participants fut de toute façon toujours moindre, et le groupe est surtout connu aujourd’hui grâce à des personnages tels que Gerald Gardner, qui en firent partie. 
La Confrérie de Crotone de l'Ordre rosicrucien aurait joué un rôle important dans l'histoire du mouvement néo-païen Wicca, Gerald Gardner ayant toujours prétendu avoir élaboré ce dernier grâce à certaines relations qu'il avait au Théâtre du Jardin de Christchurch.